# Trebuchiwci
Trebuchiwci (ukr. Требухівці) – wieś na Ukrainie, w obwodzie chmielnickim, w rejonie chmielnickim, w hromadzie Międzybóż. W 2001 liczyła 1375 mieszkańców, spośród których 1344 wskazało jako ojczysty język ukraiński, 28 rosyjski, 1 bułgarski, 1 białoruski, a 1 inny.